# Formule de Legendre
En mathématiques et plus précisément en théorie des nombres, la formule de Legendre donne une expression, pour tout nombre premier p et tout entier naturel n, de la valuation p-adique de la factorielle de n (l'exposant de p dans la décomposition en facteurs premiers de nǃ, ou encore, le plus grand entier {\displaystyle v} tel que {\displaystyle p^{v}} divise n!) : 
{\displaystyle v_{p}(n!)=\sum _{k=1}^{\infty }\lfloor n/p^{k}\rfloor =\lfloor n/p\rfloor +\lfloor n/p^{2}\rfloor +\cdots }
où {\displaystyle \lfloor x\rfloor } désigne la partie entière de {\displaystyle x}, également notée {\displaystyle E(x)}.
Cette formule peut se mettre sous la deuxième forme
{\displaystyle v_{p}(n!)={\frac {n-s_{p}(n)}{p-1}}}
où {\displaystyle s_{p}(n)} désigne la somme des chiffres de {\displaystyle n} en base {\displaystyle p}.

## Historique
Adrien-Marie Legendre a publié et démontré cette formule dans son livre de théorie des nombres en 1830. Elle porte aussi parfois le nom d'Alphonse de Polignac.

## Version récursive
On a également la relation de récurrence :
{\displaystyle v_{p}(n!)=\lfloor n/p\rfloor +v_{p}(\lfloor n/p\rfloor !)}
permettant un calcul récursif très simple de {\displaystyle v_{p}(n!)}.
Par exemple, par combien de zéros se termine (en) le nombre {\displaystyle 1000!} ?
{\displaystyle v_{10}(1000!)=\min(v_{2}(1000!),v_{5}(1000!))=v_{5}(1000!)},
or {\displaystyle v_{5}(1000!)=\lfloor 1000/5\rfloor +v_{5}(\lfloor 1000/5\rfloor !)=200+v_{5}(200!)=240+8+1=249}.
Le nombre {\displaystyle 1000!} se termine donc par {\displaystyle 249} zéros.

## Exemples d'applications

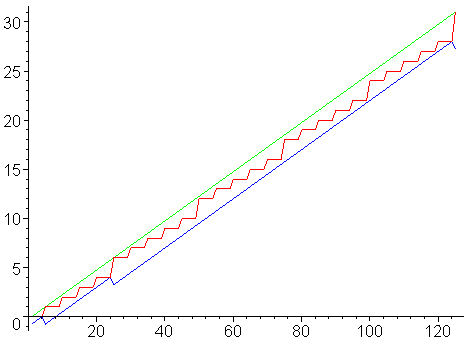
En rouge, courbe de, nombre de zéros terminant en fonction de. En vert le majorant, en bleu le minorant. Rouge=vert pour, rouge = bleu pour.

- En rouge, courbe de {\displaystyle v_{5}(n!)}, nombre de zéros terminant {\displaystyle n!} en fonction de {\displaystyle n}. En vert le majorant {\displaystyle (n-1)/4}, en bleu le minorant {\displaystyle n/4-N_{5}(n)}. Rouge=vert pour {\displaystyle n=5,25,125,...} , rouge = bleu pour {\displaystyle n=4,24,124,...}.Pour {\displaystyle n} fixé, cette formule montre que l'application {\displaystyle p\mapsto v_{p}(n!)} est décroissante, c'est-à-dire que toute factorielle est un produit de primorielles.
- Comme {\displaystyle s_{p}(n)=o(n)}, {\displaystyle v_{p}(n!)\sim {\frac {n}{p-1}}} ; par exemple, {\displaystyle n!} se termine par environ {\displaystyle n/4} zéros.
- Plus précisément, comme {\displaystyle 1\leqslant s_{p}(n)\leqslant (p-1)N_{p}(n)} où {\displaystyle N_{p}(n)=\lfloor \log _{p}(n)\rfloor +1} est le nombre de chiffres de n en base p, on a l'encadrement : {\displaystyle {n \over {p-1}}-N_{p}(n)\leqslant v_{p}(n!)\leqslant {{n-1} \over {p-1}}}, avec égalité à droite si et seulement si {\displaystyle n} est une puissance de {\displaystyle p} et égalité à gauche si et seulement si {\displaystyle n} est une puissance de {\displaystyle p} moins un.
- Un entier {\displaystyle n>0} vérifie {\displaystyle 2^{n-1}\mid n!} si et seulement si {\displaystyle n} est une puissance de 2. En effet, {\displaystyle 2^{n-1}\mid n!\Leftrightarrow v_{2}(n!)\geqslant n-1\Leftrightarrow n-s_{2}(n)\geqslant n-1\Leftrightarrow s_{2}(n)\leqslant 1\Leftrightarrow n} est une puissance de 2.
- Les coefficients binomiaux sont entiers par définition. Redémontrons-le à partir de l'expression {\displaystyle {n \choose m}={\frac {n!}{m!(n-m)!}}} (pour {\displaystyle 0\leqslant m\leqslant n}). Pour cela, il suffit de vérifier que pour tout nombre premier {\displaystyle p}, {\displaystyle v_{p}(m!)+v_{p}((n-m)!)\leqslant v_{p}(n!)}. D'après la formule de Legendre et la propriété {\displaystyle \lfloor x\rfloor +\lfloor y\rfloor \leqslant \lfloor x+y\rfloor }, on a bien :

{\displaystyle v_{p}(m!)+v_{p}((n-m)!)=\sum _{k=1}^{\infty }\left(\lfloor m/p^{k}\rfloor +\lfloor (n-m)/p^{k}\rfloor \right)\leqslant \sum _{k=1}^{\infty }\lfloor m/p^{k}+(n-m)/p^{k}\rfloor =\sum _{k=1}^{\infty }\lfloor n/p^{k}\rfloor =v_{p}(n!)}.
Cette propriété équivaut au fait que le produit de m entiers consécutifs est divisible par m!.
- Pour {\displaystyle n\geqslant 1} l’exposant de 2 dans la décomposition en facteurs premiers du coefficient binomial central {\displaystyle {\binom {2n}{n}}} est donné par le nombre de 1 dans l’écriture binaire de {\displaystyle n}.

En effet, d'après la deuxième forme de la formule, {\displaystyle v_{2}\left({\binom {2n}{n}}\right)=v_{2}((2n)!)-2v_{2}(n!)=2n-s_{2}(2n)-2(n-s_{2}(n))=2s_{2}(n)-s_{2}(2n)=s_{2}(n)}.
Pour le cas général d'un coefficient binomial quelconque, voir le théorème de Kummer sur les coefficients binomiaux.

## Démonstration de la formule de Legendre
Remarquons d'abord que pour k > logp(n), {\displaystyle \lfloor n/p^{k}\rfloor =0}.
Parmi les entiers de {\displaystyle 1} à {\displaystyle n} (dont {\displaystyle n!} est le produit), les multiples de {\displaystyle p^{k}} sont au nombre de {\displaystyle \lfloor n/p^{k}\rfloor }, donc ceux dont la valuation p-adique est exactement {\displaystyle k} sont au nombre de {\displaystyle \lfloor n/p^{k}\rfloor -\lfloor n/p^{k+1}\rfloor }. Par conséquent,
{\displaystyle v_{p}(n!)=\left(\lfloor n/p\rfloor -\lfloor n/p^{2}\rfloor \right)+2\left(\lfloor n/p^{2}\rfloor -\lfloor n/p^{3}\rfloor \right)+3\left(\lfloor n/p^{3}\rfloor -\lfloor n/p^{4}\rfloor \right)+\dots },
ce qui, après simplification, donne la première forme de la formule.
Pour obtenir la seconde forme, considérons la décomposition de {\displaystyle n} en base {\displaystyle p} : {\displaystyle n=\sum _{j=0}^{\infty }n_{j}p^{j}} (avec {\displaystyle n_{j}=0} pour j > logp(n)). Alors,
{\displaystyle \sum _{k\geqslant 1}\lfloor n/p^{k}\rfloor =\sum _{k\geqslant 1}\sum _{j\geqslant k}n_{j}p^{j-k}=\sum _{j\geqslant 1}n_{j}\sum _{1\leqslant k\leqslant j}p^{j-k}=\sum _{j\geqslant 1}n_{j}{\frac {p^{j}-1}{p-1}}={\frac {1}{p-1}}\left(\sum _{j\geqslant 1}n_{j}p^{j}-\sum _{j\geqslant 1}n_{j}\right)={\frac {(n-n_{0})-(s_{p}(n)-n_{0})}{p-1}}={\frac {n-s_{p}(n)}{p-1}}}.
La version récursive peut se démontrer directement ou se déduire de la première égalité en utilisant le fait que {\displaystyle \left\lfloor {\frac {\lfloor x\rfloor }{p}}\right\rfloor =\left\lfloor {x \over {p}}\right\rfloor },.